# Sonnaille (instrument)
Pour les articles homonymes, voir Sonnaille.
Une sonnaille est une petite cloche utilisée comme instrument de percussion. Il est communément connu sous le nom espagnol, « cencerro », ou anglais, « cowbell ».  Il trouve son origine dans les cloches portées par les troupeaux.

## Variétés de sonnailles dans le monde
On trouve des sonnailles traditionnelles dans de nombreux pays du monde, présentant des formes et des matériaux très divers. Ainsi, les sonnailles peuvent être constituées de petits objets (coques de fruits, coquillages, sabots de chèvre...) ou de grelots. Portées souvent autour du corps (chevilles, poignets, ceinture) ou attachées aux habits, ces sonnailles servent souvent à l'accompagnement des djembés ou autres instruments de percussion originaires d'Afrique ou d'Amérique du Sud (Bolivie, Pérou, etc.). Au Vanuatu (Pacifique), les sonnailles sont faites en coques séchées de Pangium edule, et typiquement portées autour des chevilles, ou parfois dans un sac que l'on secoue à la main,.

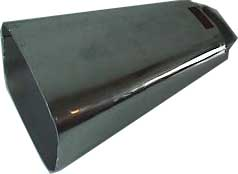
Sonnaille métallique

Certaines sonnailles métalliques trouvent leur origine dans les cloches portées par les troupeaux d'animaux d'élevage.
L'instrument est notamment utilisé dans la musique cubaine, généralement par le bongosero, joueur de bongo. Dans cette musique, il est connu sous son nom espagnol, cencerro. Dans le son cubain, il accentue traditionnellement la pulsation lors du chœur et du montuno. Le cencerro est une cloche plus grande, et plus grave que les cloches de charanga, cha-cha-cha ou que les cloches agogos utilisées dans la musique brésilienne.

## Culture populaire moderne

### Aux États-Unis
Sous sa forme de sonnaille métallique du type cloche, l'instrument est devenu célèbre dans la culture populaire américaine (sous son nom anglais cowbell, littéralement « cloche à vache ») à la suite d'un sketch humoristique dans l'émission comique Saturday Night Live intitulé Behind The Music: Blue Öyster Cult. Le sketch, diffusé le 8 avril 2000, montre le groupe de rock Blue Öyster Cult enregistrant sa chanson (Don't Fear) The Reaper. Christopher Walken y interprète le producteur fictif Bruce Dickinson (aucun rapport avec le chanteur d'Iron Maiden), qui insiste fortement pour entendre plus de cencerro dans la chanson de la part du percussionniste fictif Gene Frankle (joué par Will Ferrell). Plusieurs fois est-il dit « more cowbell » (« plus de sonnaille »). L'expression « more cowbell » est depuis entrée dans la culture populaire américaine, et est devenue un mème sur Internet. La phrase est très souvent citée comme « Needs more cowbell » (« Il faut plus de sonnaille »), ce qui est une citation apocryphe, ces mots exacts n'apparaissant pas dans le sketch), devenant ainsi un snowclone sous la forme « Needs more X ».